# Carbonatocianotriquita
La carbonatocianotriquita és un mineral de la classe dels sulfats segons la classificació de Nickel-Strunz i del grup dels carbonats segons la classificació de Dana. És un mineral estretament relacionat amb la cianotriquita i amb la camerolaïta; la semblança entre aquests minerals és tal que és necessària la difracció de raigs X per a poder-los diferenciar. Va ser descoberta l'any 1963 a la seva localitat tipus, al dipòsit de Balasauskandyk V, a Kazakhstan. La seva fórmula química va ser actualitzada l'any 2025 a Cu₄Al₂(CO₃)(OH)₁₂(H₂O)₂, degut a que a partir del mes de juliol de 2025 canvia la manera en que es mostren les molècules d'aigua a les fórmules depenent si els oxígens pertanyen a algun poliedre de coordinació o no.
Segons la classificació de Nickel-Strunz, la carbonatocianotriquita pertany a «07.DE: Sulfats (selenats, etc.) amb anions addicionals, amb H₂O, amb cations de mida mitjana només; sense classificar» juntament amb els següents minerals: mangazeïta, cianotriquita, schwertmannita, tlalocita, utahita, coquandita, osakaïta, wilcoxita, stanleyita, mcalpineïta, hidrobasaluminita, volaschioita, zaherita, lautenthalita i camerolaïta.